# Pascoíta
La pascoíta es un mineral de la clase de los minerales óxidos, y dentro de esta pertenece al llamado “grupo de la pascoíta”. Fue descubierta en 1914 en una mina del distrito de Huayllay de la provincia de Pasco, en el departamento de Pasco (Perú), siendo nombrada así por estar la mina cerca de Cerro de Pasco.

## Características químicas
Es un sorovanadato de calcio, hidratado. Según la Asociación Mineralógica Internacional se encuadra en la clase de los minerales óxidos, hidróxidos y oxisales de tipo vanadato, arsenito, etc. Dentro de esta clase, el grupo de la pascoíta reúne a todos los sorovanadatos hidratados que cristalizan en el sistema cristalino triclínico o monoclínico. Químicamente relacionado con la magnesiopascoíta (Ca2Mg(V5+)10O28·16H2O).

## Formación y yacimientos
Se forma como mineral secundario como un lixiviado de los óxidos de vanadio cerca de la superficie por acción de las aguas subterráneas en rocas sedimentarias, así como también como eflorescencias en los túneles antiguos de las minas.
Suele encontrarse asociado a otros minerales como: carnotita y óxidos de vanadio.